# 黄志源
黄志源（1944年—），印度尼西亚金光集团董事长、总裁，亚洲浆纸业有限公司总裁。黄奕聪之子。

## 生平
黄志源出生于印尼，1960年赴中国学习。1963年进入北京大学数学力学系就读，1968年毕业。后因文革动乱于1972年经香港回到印尼。此后加入其父恋黄奕聪创立的金光集团任职。1991年其父退休后他成为金光集团接班人，出任金光集团董事长、总裁。

## 荣誉
黄志源于1989年获印尼政府管理协会授予的杰出管理奖，并曾获宁波、镇江荣誉市民称号以及镇江市人民奖章等荣誉。由于多次捐资支持母校北京大学，北大于2007年授予其“北京大学杰出校友”称号，2010年又授予其名誉博士学位。